# Норино (Рязанская область)
Норино — деревня в Клепиковском районе Рязанской области. Входит в состав Колесниковского сельского поселения.

## Население
| 1859 | 1897 | 1906 | 2010 |
| ---- | ---- | ---- | ---- |
| 358  | ↗540 | ↗702 | ↘84  |

## Физико-географическая характеристика
Климат
Климат умеренно континентальный. Средняя температура января −10 °C, июля +20 °C. Осадков около 550 мм в год, максимум летом, 25-30 % всех осадков выпадает в виде снега. Вегетационный период длится около 180 дней. Продолжительность отопительного сезона — 212 дней.
Гидрология.
По территории деревни протекает река: Нарма
Экология.
Одна из важнейших экологических проблем — периодические лесо-торфяные пожары. Так во время пожаров лета 2010 года, вся территория Норино была несколько дней покрыта плотной дымовой завесой.
Растительный и животный мир
Преобладают леса сосновые и широколиственно-сосновые. Большая часть территории входит в Мещёрский национальный парк. В лесах низменности водится много зверья. В лесу можно встретить глухарей, оленей, лосей, медведей. Водятся волки, рыси, горностаи. По пойменным Мещёрским озёрам и старицам обитают выхухоль, бобры. В лесу и пойме встречаются ужи, ящерицы, веретеницы, медянки, гадюки. Много дичи: уток, чирков, бекасов, дупелей; из грызунов — суслики, хомяки, тушканчики; из птиц — чирки, кряква, серая утка, сова и др.
В лесах и на лугах много черники, земляники, голубики, малины, клюквы, калины, шиповника, чёрной смородины.
В лесах растут грибы: (дубовики, рыжики, подосиновики, подберёзовики, лисички, сыроежки, маслята, моховики, луговые шампиньоны и др.).
Озера и реки богаты рыбой. Всего насчитывается около 30 видов рыб, таких как язь, лещ, плотва, карась, окунь, судак, стерлядь, сом, щука, ёрш.

## Транспорт
Систематическое транспортное сообщение отсутствует. До ближайшего транспортного узла посёлка Тума ходит автобус 1 раз в неделю.

### На данное время
В деревне Норино есть несколько складов. Магазин, библиотека и клуб закрыты. 
В настоящее время группой сельчан-энтузиастов проводится программа по восстановлению единственного медпункта.
Деревня обслуживается передвижными автолавками.
Имеется неустойчивая мобильная связь (ближайшая вышка сотовых операторов находится в деревне Малахово и возле города Гусь Железный), действует беспроводной интернет.

## Известные уроженцы
Пушкин, Николай Петрович (1918—2007) — командир эскадрильи 2-го гвардейского истребительного авиационного полка 215-й истребительной авиационной дивизии 2-го истребительного авиационного корпуса 3-й воздушной армии Калининского фронта. Полковник. Герой Советского Союза. Родился 4 декабря 1918 года в деревне Норино. На здании Колесниковской школы установлена мемориальная доска в честь Героя.